# Elementi chimici per durezza
In questa pagina sono elencati i valori di durezza a temperatura ambiente degli elementi chimici allo stato solido in ordine crescente (gli elementi con lo stesso valore sono in ordine alfabetico).
L'elemento più molle di cui si hanno i dati è il cesio, mentre il più duro è il carbonio quando sotto forma di diamante.
| Elemento  | Durezza (scala di Mohs) |
| Cesio     | 0,2                     |
| Rubidio   | 0,3                     |
| Potassio  | 0,4                     |
| Sodio     | 0,5                     |
| Litio     | 0,6                     |
| Bario     | 1,25                    |
| Stagno    | 1,5                     |
| Calcio    | 1,75                    |
| Zolfo     | 2                       |
| Cerio     | 2,5                     |
| Lantanio  | 2,5                     |
| Magnesio  | 2,5                     |
| Rame      | 3                       |
| Torio     | 3                       |
| Ferro     | 4                       |
| Afnio     | 5,5                     |
| Berillio  | 5,5                     |
| Manganese | 6                       |
| Titanio   | 6                       |
| Vanadio   | 7,0                     |
| Tungsteno | 7,5                     |
| Cromo     | 8,5                     |
| Boro      | 9,3                     |
| Carbonio  | 10                      |

Gli altri elementi verranno aggiunti in seguito.